# Blockgrafik

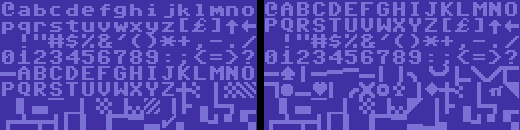
Blockgrafik beim Heimcomputer C64

Als Blockgrafik bezeichnet man eine aus eigens dafür vorgesehenen Zeichen zusammengesetzte Grafik.
Auf vielen Heimcomputern der späten 1970er und frühen 1980er Jahre konnten einzelne Bildschirmpixel nicht direkt angesteuert werden, vielmehr las der Grafikchip die auszugebenden Pixel selbst aus einem Zeichensatz-ROM, s. a. bei Zeichengenerator. Eine Grafikausgabe im heutigen Sinne war damit unmöglich. Um dennoch eine eingeschränkte Form der Grafikdarstellung zu erlauben, nahmen die Entwickler spezielle Zeichen in den Zeichensatz auf, die beispielsweise eine Linie, eine Ecke oder eine mit einem Muster gefüllte Flächen darstellten. Auch der Zeichensatz des C64 (s. a. CBM-ASCII) und der VGA-Karten (siehe bei Codepage 437) enthielt noch solche Zeichen zur Darstellung von Blockgrafiken. Heute findet man ähnliches im Unicode-Standard, beispielsweise den Unicodeblock Rahmenzeichnung (U+2500..U+257F) und den darauf folgenden Unicodeblock Blockelemente. Auch Programme, die in einer Terminalemulation laufen, setzen teilweise Blockgrafik ein.
Mit Blockgrafikzeichen konnte zur Not auch Einzelpunktgrafik dargestellt werden, allerdings in wesentlich geringerer Auflösung. Die Commodore-8-Bit-Computer hatten alle 16 Varianten von Zeichen in ihrem PETSCII-Zeichensatz, um je Zeichenposition eine 2×2-Punktmatrix (also „Viertelkästchen“) darstellen zu können. Bei einer Zeichenauflösung von 40×25 bzw. 80×25 ergab das Punktauflösungen von bescheidenen 80×50 bzw. 160×50. Der Tandy TRS-80 Model 1 bot Grafiksymbole mit einer 2×3 Matrix bei einer Zeichenauflösung von 64×16 an, was zu einer Punktauflösung von 128×48 führte. Dies reichte immerhin aus, die erste Version des Flight Simulator von Sublogic zu implementieren. Anders als bei Commodore wurde die Grafik auch durch entsprechende Basicbefehle unterstützt. Auch die Sinclair ZX-80/81 Rechner boten eine 2×2-Grafik mit Basicunterstützung.
Die genannten Commodore-Computer boten zusätzlich Grafikzeichen an, mit denen man wahlweise in x- oder in y-Richtung die volle Punktauflösung ausreizen konnte, in der anderen Koordinatenrichtung war man dann aber auf die Zeichenauflösung beschränkt. Konkret konnte man damit Darstellungen von 40×200 bzw. 80×200 und 320×25 bzw. 640×25 erreichen. Besonders die 80×200-Auflösung bot schon praktische Hilfe z. B. bei der Untersuchung von Details mathematischer Kurvenverläufe.
Darüber hinaus enthielten die meisten Zeichensätze von Heimcomputern noch Spielkartensymbole und andere Zeichen, die in Computerspielen von Nutzen waren. Dagegen waren die Grafiksymbole im IBM-PC mehr auf Rahmen- und Fenstergestaltung ausgelegt, also eindeutig Richtung Büroanwendungen.
Blockgrafik ist nicht zu verwechseln mit ASCII-Art, bei der auf Sonderzeichen außerhalb der im ASCII-Standard definierten Zeichen explizit verzichtet wird, um eine plattformunabhängige Darstellung zu erreichen. Blockgrafik-Zeichen dagegen waren herstellerabhängig unterschiedlich (s. o.).